# Gastrite cronica atrofica autoimmune
La gastrite cronica atrofica autoimmune (o gastrite cronica atrofica di tipo A) è una forma di gastrite caratterizzata da alterazioni infiammatorie croniche della mucosa gastrica su base autoimmune che conducono ad atrofia e metaplasia intestinale in assenza di erosioni.

## Classificazione
La gastrite cronica atrofica autoimmune (tipo A) rappresenta circa il 10% delle forme di gastrite cronica. Il restante 90% è occupato dalle gastriti croniche atrofiche definite di tipo B e dovute all'infezione cronica sostenuta da Helicobacter pylori oppure da reflusso biliare.

## Epidemiologia
A causa del lento decorso della malattia e della difficile diagnosi differenziale nelle forme subcliniche, non sono disponibili dati relativi alla prevalenza e all'incidenza di questa forma di gastrite cronica. Si stima che l'anemia perniciosa (conseguenza più grave della gastrite atrofica cronica autoimmune) sia presente in circa il 2% della popolazione, con rischio quadruplicato di sviluppo in soggetti con diabete mellito di tipo 1 o malattie autoimmuni della tiroide. È inoltre noto come la gastrite atrofica sia direttamente correlata con l'età del paziente, con una prevalenza maggiore degli individui di età superiore ai 70 anni, benché siano riportanti casi anche in soggetti di età inferiore ai 40 anni.

## Eziologia e patogenesi
La gastrite cronica atrofica autoimmune si muove in un contesto infiammatorio scaturito e sostenuto da un processo autoimmune. Nei soggetti con questa forma di gastrite è spesso (50%) possibile rilevare pattern anticorpali diretti verso le cellule parietali gastriche, fisiologicamente deputate alla produzione di acido cloridrico e di fattore intrinseco. Questo pattern anticorpale è composto da anticorpi diretti verso:
- la pompa protonica (H+-K+ ATPasi);
- il recettore per la gastrina;
- il fattore intrinseco.

Mentre gli anticorpi diretti verso la pompa protonica inibiscono la secrezione intraluminale di acido cloridrico, gli anticorpi diretti verso il fattore intrinseco alterano la capacità di questa proteina di legare la vitamina B12, fattore indispensabile per la sintesi dell'emoglobina, del DNA e di alcuni neurotrasmettitori. Il quadro clinico connesso con il deficit di vitamina B12 è denominato malattia di Biermer ed è caratterizzato dalla triade anemia perniciosa, disturbi gastrointestinali (stipsi) e disturbi neurologici (paresi, atassia, disturbi delle sensibilità tattile/propriocettiva e parestesie, presenza di riflessi patologici come il segno di Babinski e il segno di Rossolimo). Tuttavia, la presenza di questi anticorpi è sovente accompagnata da un'infiltrazione di linfocitaria (linfociti T) a carico della mucosa gastrica che può giustificare la presenza delle caratteristiche modificazioni in senso atrofico.
La causa dei fenomeni autoimmuni è da ricercare in un più ampio contesto immunologico; è stato infatti documentato come la gastrite cronica atrofica autoimmune sia spesso associata ad aplotipi di istocompatibilità specifici come HLA-B8 e HLA-DR3. Inoltre, i fenomeni autoimmuni a carico della mucosa gastrica possono rientrare nel contesto di sindromi autoimmuni polighiandolari (PGA). Nella PGA di tipo I (ipoparatiroidismo, malattia di Addison, diabete mellito), l'anemia perniciosa (con o senza atrofia) compare in circa il 13% dei casi, mentre nella PGA di tipo III (disturbi autoimmuni alla tiroide, diabete) la gastrite atrofica si associa in circa il 15% dei casi, componendo un quadro sindromico denominato sindrome tireogastrica secondo Doniach. A queste endocrinopatie si può associare in circa il 7-9% la vitiligine. La sindrome tireo-gastrica (associazione tra malattie tiroide e malattie gastriche) è stata descritta per la prima volta negli anni '60; essa indica anche la presenza di autoanticorpi tiroidei o malattie autoimmuni della tiroide in pazienti con anemia perniciosa, uno stadio clinico tardivo della gastrite atrofica. In questi studi l'associazione è stata valutata anche sierologicamente.
Nel 1993 Venturi ha proposto una indagine più completa sulla correlazione tra mucosa e cancro gastrici e la ghiandola tiroidea, riportando che la tiroide è, embriogeneticamente e filogeneticamente, derivata dall'intestino primitivo e che le cellule tiroidee, come le cellule gastroenteriche primitive, durante la evoluzione dei vertebrati, sono migrate e si sono specializzate nell'assorbimento, nello stoccaggio e nell'elaborazione di composti iodati. Infatti, lo stomaco e la tiroide condividono la capacità di concentrare lo iodio ed hanno tra loro molte somiglianze morfologiche e funzionali, come: la polarità cellulare e i microvilli apicali, analoghi antigeni specifici organo-specifici con malattie autoimmuni associate, secernono glicoproteine (tireoglobulina e mucina) e ormoni peptidici, possiedono la capacità di digestione e di riassorbire e, inoltre, simile capacità di formare iodotirosine tramite l'attività delle perossidasi, in cui lo ioduro (I-) agisce come donatore di elettroni in presenza di H2O2. Negli anni seguenti, molti ricercatori hanno pubblicato studi su questa sindrome. In alcuni studi è stato inoltre possibile evidenziare la presenza di alterazioni nei linfociti T suppressor in soggetti con diabete mellito di tipo 1 e gastrite cronica atrofica autoimmune; in questo senso, tali malattie sarebbero provocate da un'insufficiente inibizione dell'autoimmunità da parte di queste cellule. Altri studi hanno dimostrato la relazione tra la presenza di mutazioni a carico del gene che codifica per la H+-K+ ATPasi e i fenomeni autoimmuni.

## Anatomia patologica
La caratteristica tipica della gastrite cronica atrofica autoimmune è la presenza di precipue alterazioni diffuse nella mucosa del corpo e del fondo dello stomaco. Benché sia possibile lo sviluppo di una pangastrite (alterazioni diffuse a tutto lo stomaco), le sedi corpo-fundiche sono tipiche della gastrite atrofica autoimmune a causa della maggiore presenza di cellule parietali.
Le alterazioni tipiche delle gastriti atrofiche sono:
- Alterazioni rigenerative, ovvero un'iperplasia reattiva al danno subito. Le cellule mostrano grandi nuclei intensamente basofili ed elevato indice mitotico, soprattutto a livello del colletto. Nelle cellule mucipare superficiali i vacuoli mucosi sono spesso ridotti od assenti.
- Metaplasia, caratterizzata da sostituzione dell'epitelio gastrico da parte di epitelio con caratteristiche tipicamente intestinali (metaplasia intestinale). Tali cellule hanno un aspetto cilindrico o cubico e possono presentare digitazioni o microvilli.
- Atrofia, reperto tipico e importante caratterizzato da perdita progressiva delle cellule parietali e delle ghiandole corpo-fundiche. Tipica della forma autoimmune è un'intensa iperplasia (per ridotta acidità del lume gastrico) delle cellule G confinate nella mucosa dell'antro gastrico, che producono gastrina.
- Displasia, da non confondere con quadri di intensa iperplasia reattiva. Di solito la displasia insorge a livello dell'epitelio metaplastico; le cellule presentano forme mitotiche atipiche, dimensioni notevoli e orientamento anomalo. La displasia è considerata una condizione precancerosa, in quanto spesso associata allo sviluppo di carcinoma in situ.

Nella gastrite atrofica la progressiva perdita delle cellule parietali porta ad un innalzamento del pH gastrico, con stimolazione cronica della produzione di gastrina da parte delle cellule G antrali. La gastrina è un ormone in grado di stimolare:
- la crescita e lo sviluppo delle cellule parietali;
- la mobilità dello stomaco e il rilasciamento delle valvola ileo-cecale[15];
- la secrezione pancreatica e lo svuotamento della colecisti[16];
- il tono dello sfintere esofageo inferiore[17];
- la crescita e lo sviluppo delle cellule enterocromaffini-simili del corpo gastrico[1].

Quest'ultimo punto è alla base dell'aumento del rischio per lo sviluppo di carcinoidi nei soggetti con gastrite atrofica.

## Profilo clinico
Rispetto ai pazienti con gastrite cronica atrofica di tipo B, i pazienti con gastrite atrofica di tipo A tendono a manifestare acloridria associata ad ipergastrininemia molto frequentemente, a causa della completa distruzione delle cellule parietali gastriche. Benché l'ipergastrininemia sia associata ad un aumento del rischio per lo sviluppo di carcinoidi, il quadro clinico è dominato dall'anemia perniciosa, conseguenza della ridotta od assente produzione di fattore intrinseco. Al di là delle manifestazioni tipiche dell'anemia (astenia, tachicardia, pallore), possono manifestarsi alterazioni ematologiche come emorragie spontanee e granulocitopenia. Il deficit di vitamina B12 porta inoltre allo sviluppo di disturbi gastrointestinali (stipsi, dispepsia) per degenerazione mielinica a carico del plesso di Aeurbach, del plesso di Meissner e dei nervi facenti parte del sistema del ganglio celiaco. Le anomalie delle vie di conduzione nervosa possono inoltre esitare verso alterazioni neurologiche a carico del midollo spinale, con parestesie, anestesia, paresi ed atassia. Inoltre, i pazienti con deficit di vitamina B12 possono presentare depressione, difetti di concentrazione e memoria e demenza.

## Profilo diagnostico
In un contesto anamnestico compatibile, la gastrite cronica atrofica autoimmune deve essere sospettata ogniqualvolta si presenti un profilo emocromocitometrico patognomonico per anemia macrocitica. I valori di emoglobina, ematocrito e conta eritrocitaria sono tipicamente bassi, mentre il volume corpuscolare medio (MCV) è superiore a 90 fl per unità (di qui il termine macrocitica). In un secondo tempo, deve essere indagato lo stato delle muscosa gastrica attraverso un esofagogastroduodenoscopia; quest'esame è infatti in grado di testimoniare la presenza di alterazioni in senso atrofico della porzione corpo-fundica dello stomaco e consente di prelevare campioni bioptici per la ricerca dei tipici reperti anatomopatologici. Ulteriori esami sono rappresentati dalla ricerca di anticorpi anti-cellule parietali (PCA, positivi in circa il 50-86% dei casi) e di anticorpi anti fattore intrinseco (IFA, positivi in circa l'1-3% dei casi). Le tecniche di magnificazione endoscopica possono consentire una più accurata analisi delle lesioni tipiche della gastrite cronica atrofica. Un esame sensibile e specifico è rappresentato dalla valutazione della concentrazione di grelina nel siero del paziente, tipicamente molto bassa nei soggetti con gastrite cronica atrofica autoimmune.

## Trattamento
Nella gastrite cronica di tipo A, a differenza del tipo B, causato dall'Helicobacter pylori, non esiste una terapia causale in grado di bloccare l'insulto istologico procurato e mantenuto dall'infiltrato infiammatorio autoreattivo. In alcuni casi, gli immunosoppressori ed i corticosteroidi possono essere utilizzati per rallentarne lo sviluppo. I pazienti con displasia devono essere monitorati tramite esecuzione di esofagogastroduodenoscopie a cadenza regolare onde valutare lo stato dell'infiammazione ed attuare una diagnosi precoce per un eventuale sviluppo di un linfoma o di un carcinoma gastrico: il rischio relativo di sviluppare un adenocarcinoma gastrico risulta tre volte superiore alla popolazione generale. 
La sorveglianza endoscopica costante per lo screening del cancro è necessaria, però, solo dove sono presenti anomalie istologiche, come la displasia, già alla biopsia iniziale o quando si sviluppano sintomi tipici. Nei pazienti che sviluppano anemia perniciosa è, inoltre, necessario il supplemento parenterale di cianocobalamina (vitamina B12). A differenza di altre gastriti, abbassare il pH del succo gastrico con un antiacido o un inibitore della pompa protonica è inutile, in quanto la gastrite non deriva da un'iperacidità, ma da un'ipocloridria: pertanto, può essere, al contrario, dannoso. La terapia dell'ipocloridria gastrica è sostitutiva, consiste cioè nella somministrazione per via orale, durante i pasti, di acido cloridrico diluito, per lo più in associazione con pepsina.